# 喫煙具

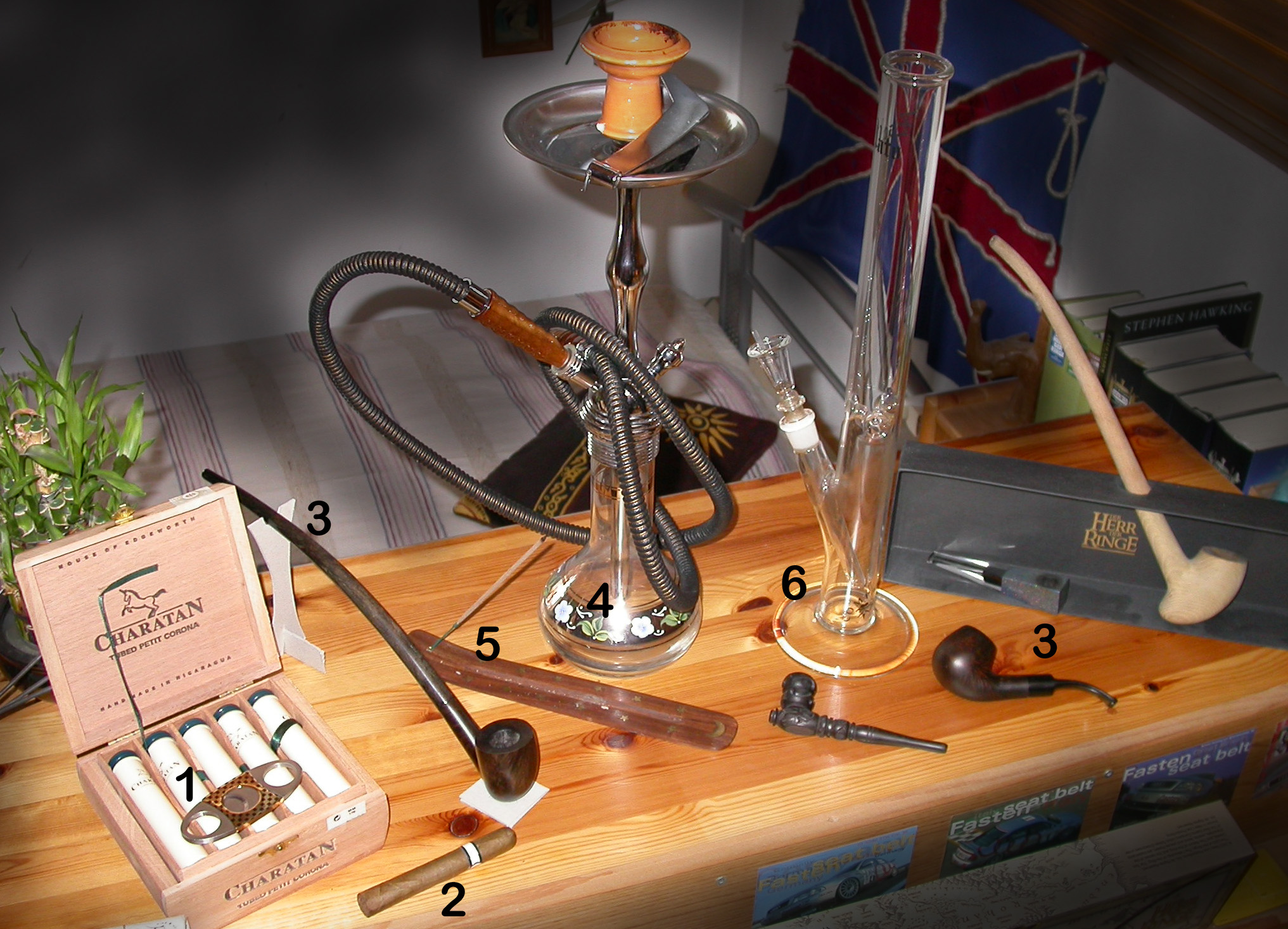
様々な喫煙具

喫煙具（きつえんぐ）とは、主にたばこの喫煙のために用いる道具の総称である。日本においては紙巻きたばこへの着火を行う、ライターを指すことがほとんどであるが、たばこの喫煙方法にはいくらかの方法があり、また多様な喫煙具を用いる。大麻・覚醒剤等を吸う道具を「喫煙具」と呼ぶこともあるが、本項ではたばこを吸う際に用いる道具に限定する。

## 火を点ける物

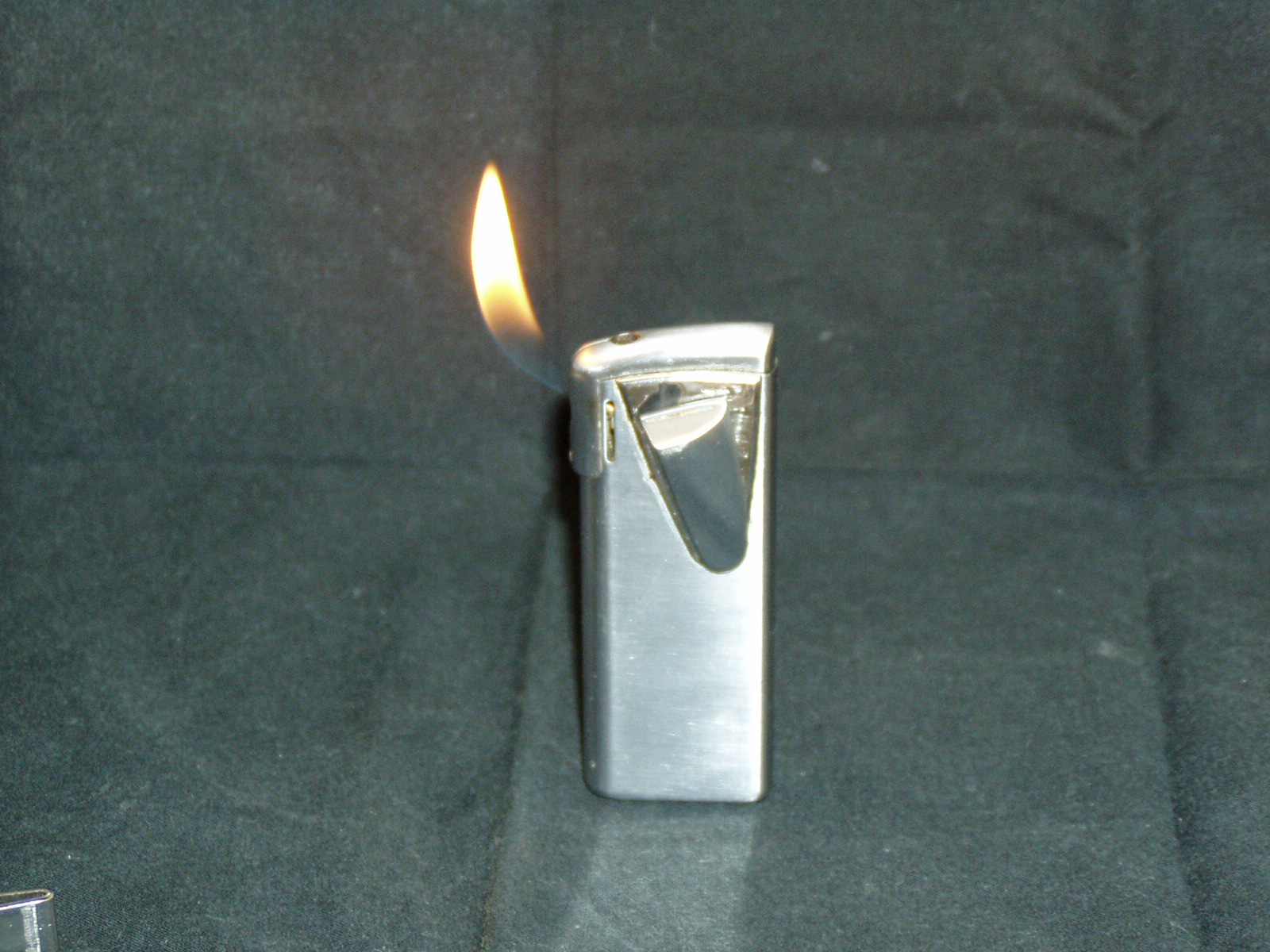
ライター

- ライター - たばこに火を着火させる道具として用いる喫煙具。オイルライターとガスライターがある。
- マッチ - ライターと同じく、たばこに火を着火させる道具として用いる喫煙具。現在の日本では、マッチを用いてたばこに着火する方法は、少数派になりつつある。

## たばこ
- 紙巻たばこ
- 加熱式たばこ
- 葉巻きたばこ
- 電子たばこ

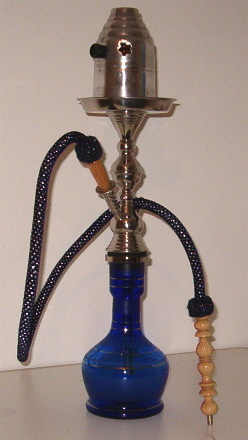
水たばこ(シーシャ)

- パイプ - 主に北アメリカ・ヨーロッパ等で使用されている喫煙具。刻みタバコに香料を加えた物を詰めて喫煙する為の喫煙具を云う。
- 煙管 - 日本に於いて、江戸時代から用いられている喫煙具。刻みタバコを用いて喫煙する為の喫煙具を云う。
- 水たばこ - アラビアで発明され、イスラム教国で大成した喫煙具を云う。

## たばこをしまうもの
- 煙管盆 - 煙管の吸い殻を入れる盆。

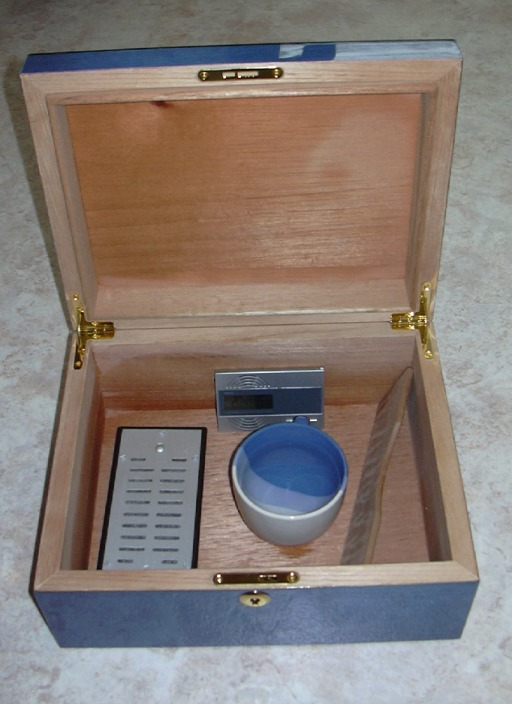
ヒュミドール

- 灰皿 （携帯灰皿）- 吸い殻を入れるための皿や器。
- シガレットケース（煙草ケース、シガーケース） - 紙巻きたばこや葉巻を入れるための箱。
- シガーチューブ - 葉巻を携帯するためのケース。
- マッチケース - マッチを携帯するためのケース。
- ジャー - パイプたばこ等、タバコ葉を保存する壷。陶器や、ガラス製のものがある。
- ヒュミドール（英語版）  - 葉巻の保管に使用する箱。
- 鼻煙壷 - 嗅ぎ煙草を入れるための壺。
  - 嗅ぎ煙草入れ（スナッフボックス） - 嗅ぎ煙草を入れるためのケース。
- ローリングマシーン - 手巻き煙草を作る箱。

## 喫煙を補助するもの

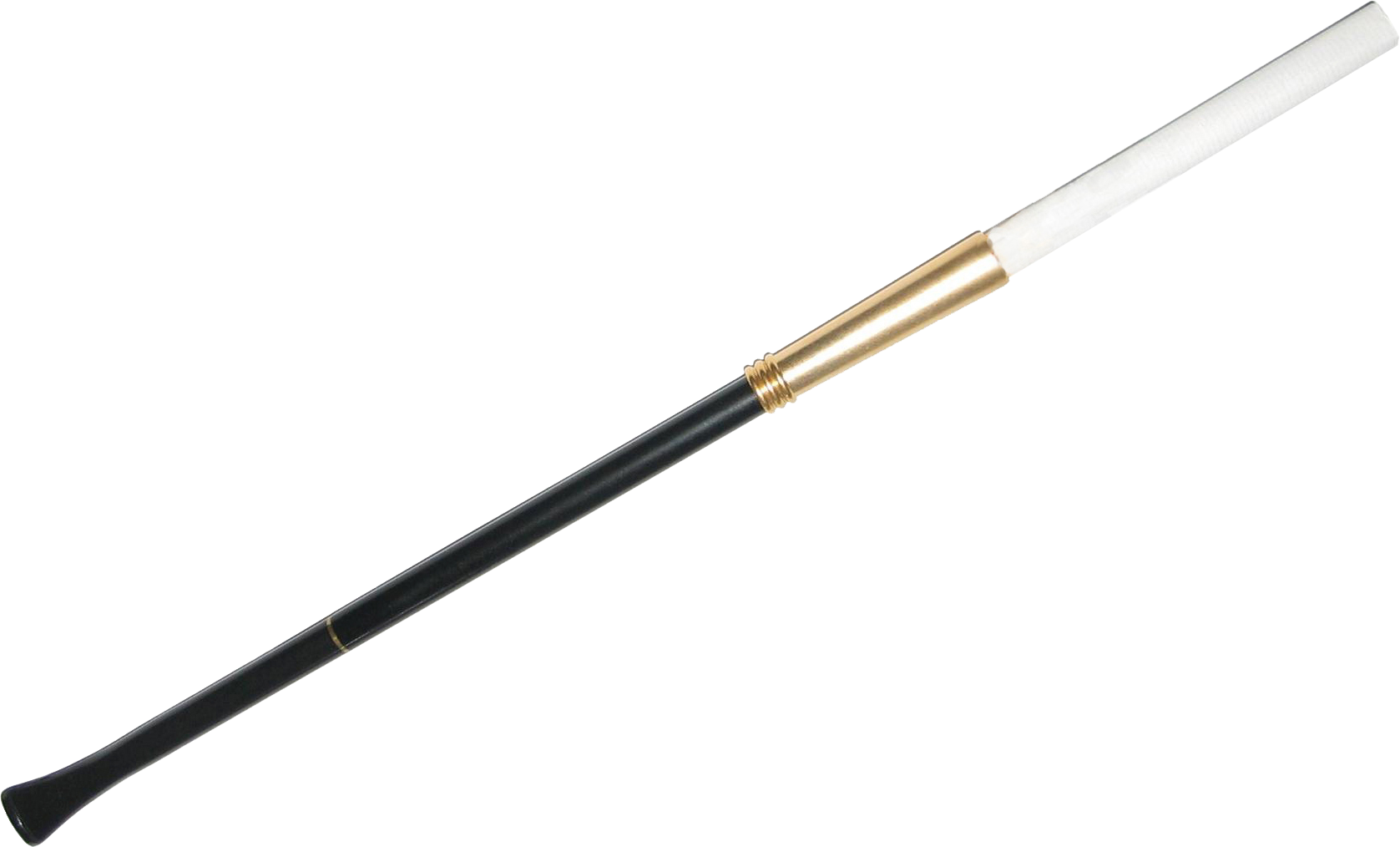
シガレットホルダーと紙巻きたばこ

- シガレットホルダー - 紙巻きたばこやパイプで手を汚さない、フィルターを入れて味をまろやかにする、最後まで吸えるようにしたホルダー、煙管やパイプの吸口を使う人もいる。
- シガーカッター（パンチカッター） -  葉巻の吸い口を切るための鋏やカッター。
- タンパー - パイプ喫煙中、盛り上がってきた葉や、燃えた灰を軽く抑えるために用いられる道具。
- パイプレスト - 自立しないパイプを置くための道具。
- モール - パイプを清掃するための、毛糸を絡ませた針金。吸い口（マウスピース）側から差し込んで使う。
- リーマー - パイプのチャンバーに付着した、カーボンをこそぎ落とすためのナイフのような道具。
  - コンパニオン - タンパーとピック、ナイフを組み合わせたもの。ものによっては、ナイフがスプーンのような形状をしているものもある。タンパーとピックのみを組み合わせたものは「ガゼット」と呼ばれる。

## ギャラリー

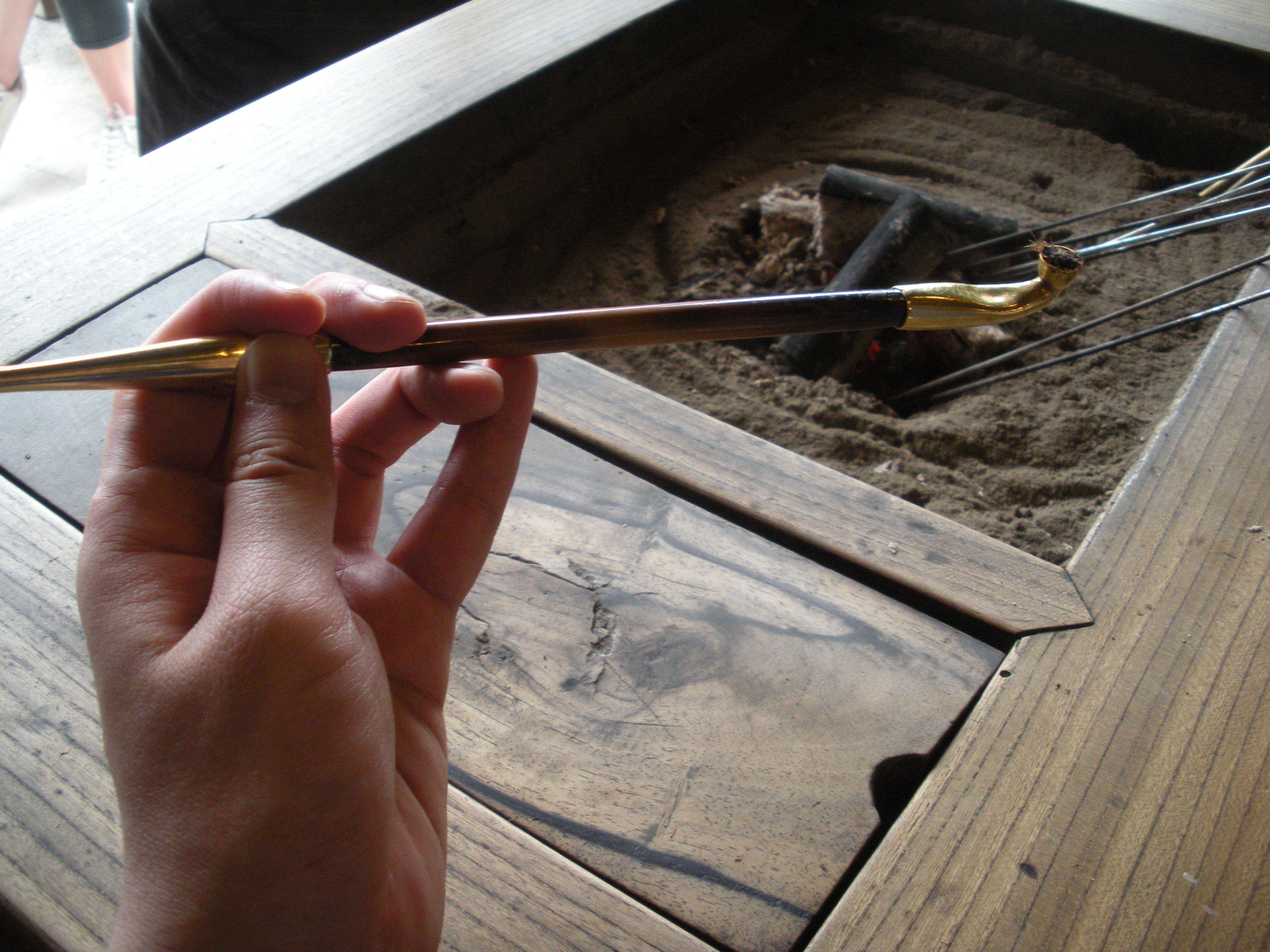
キセル
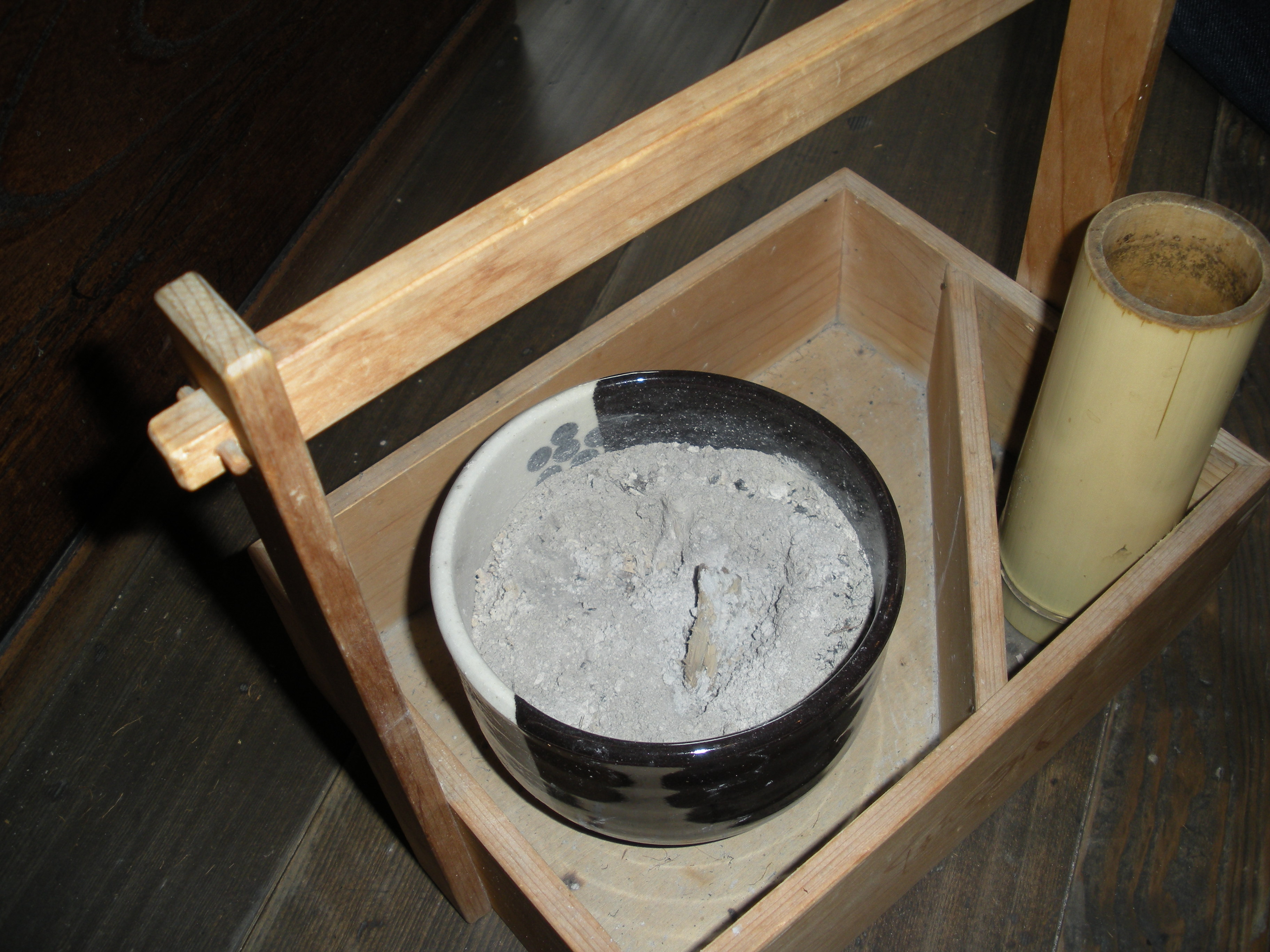
煙草盆
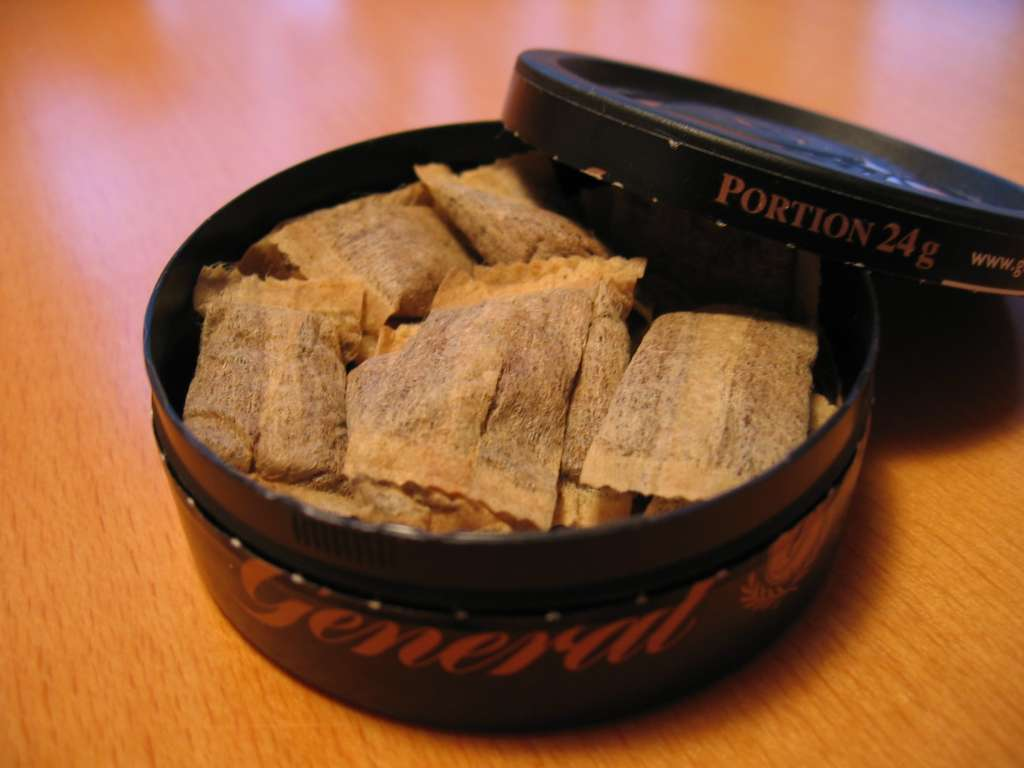
嗅ぎたばこ
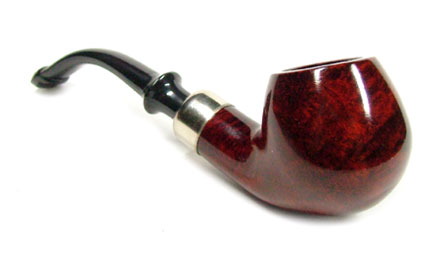
パイプ
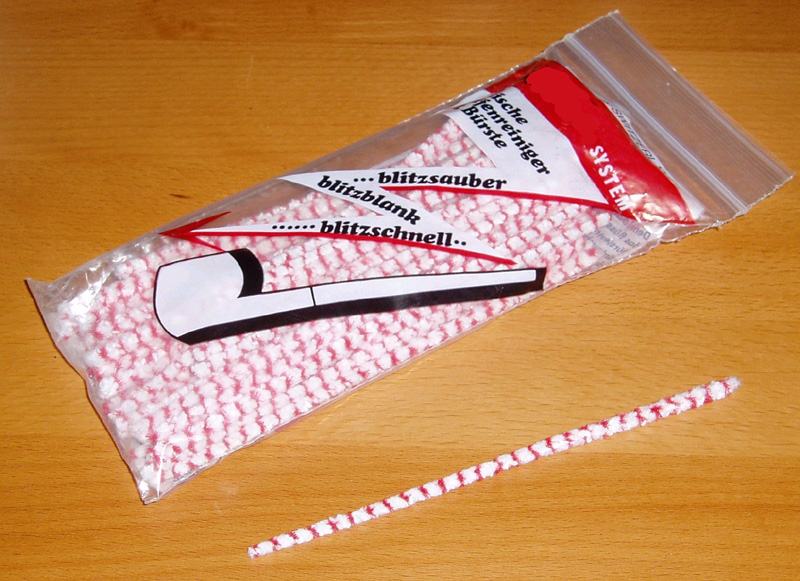
モール
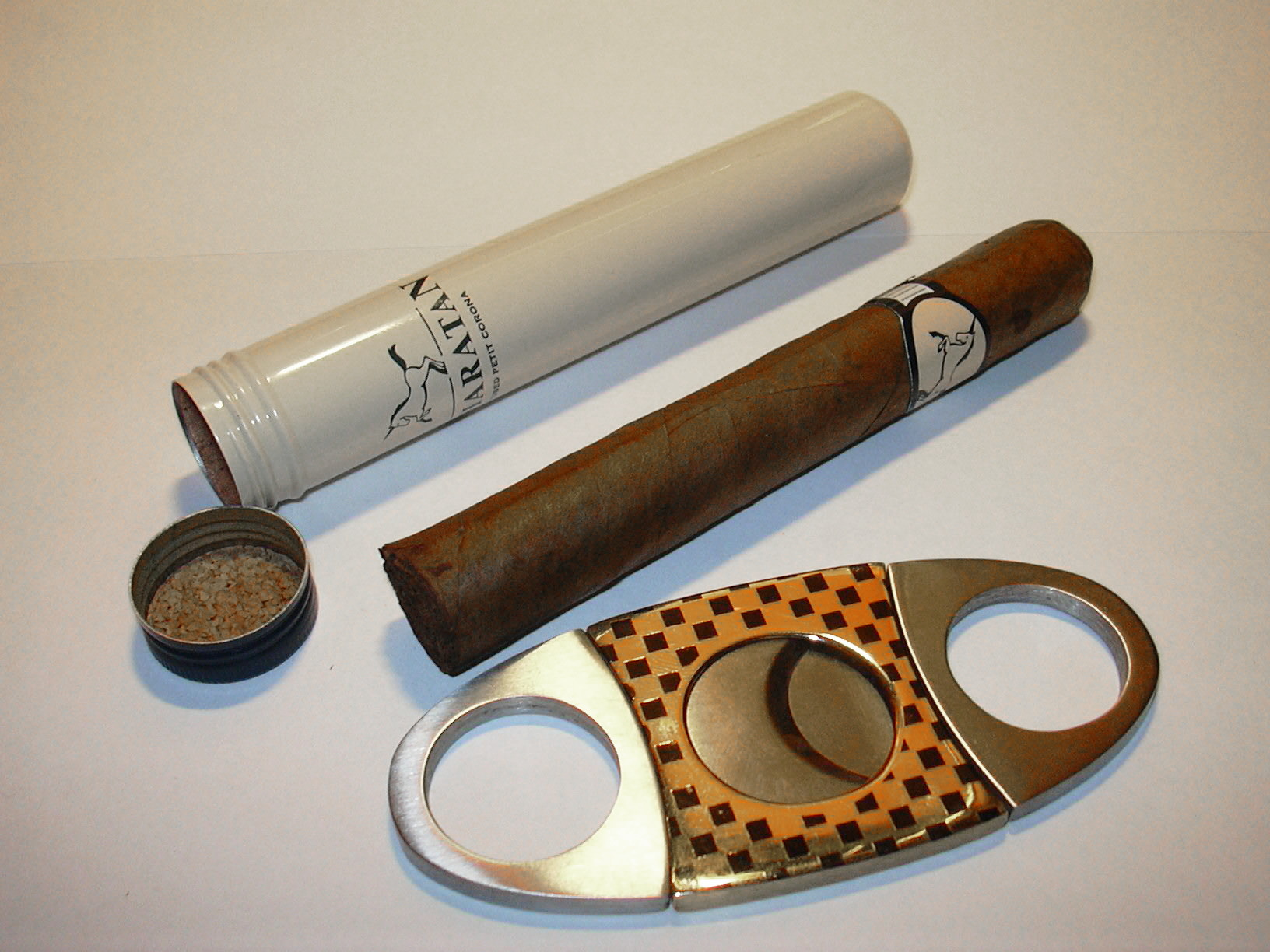
シガーカッターとシガーチューブ
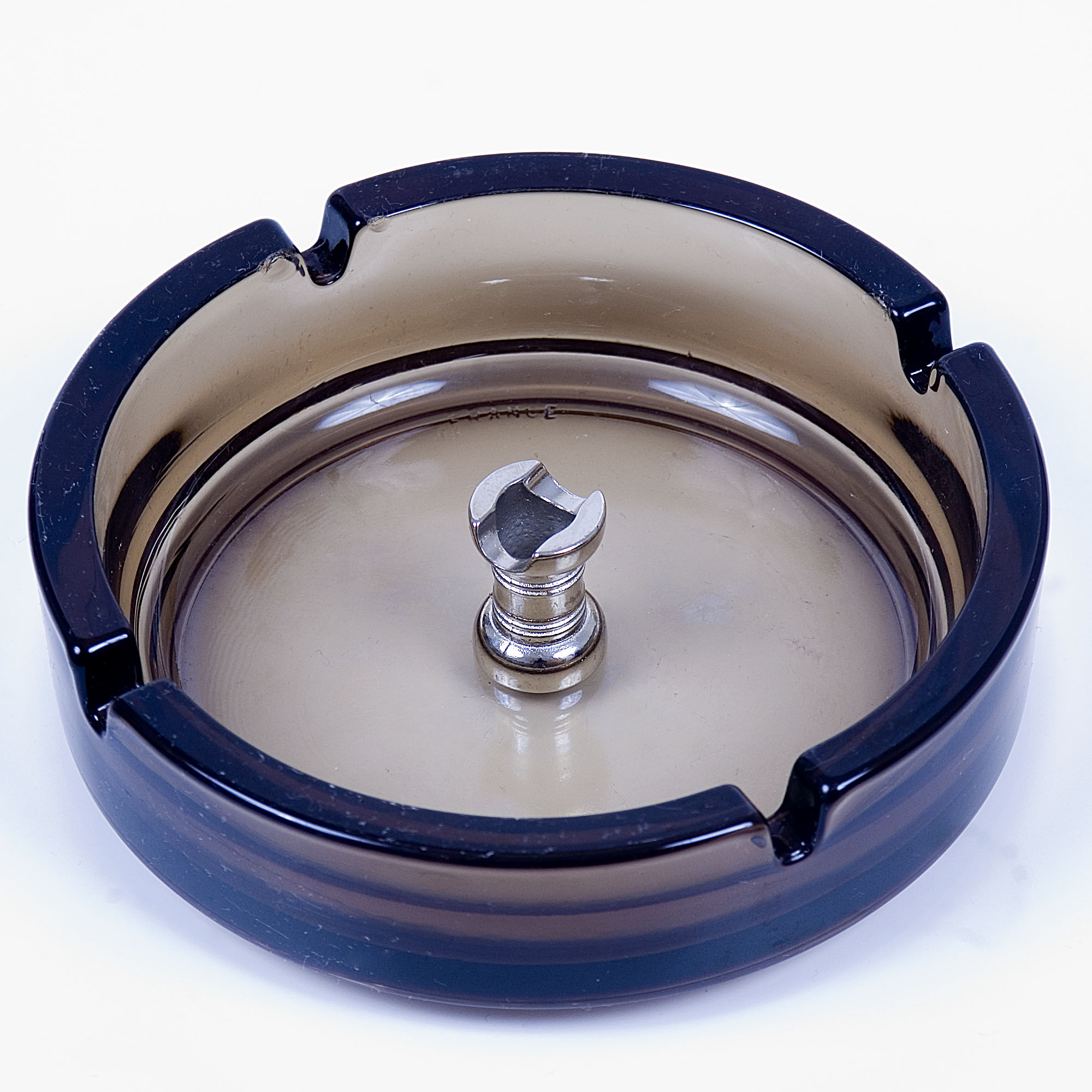
灰皿
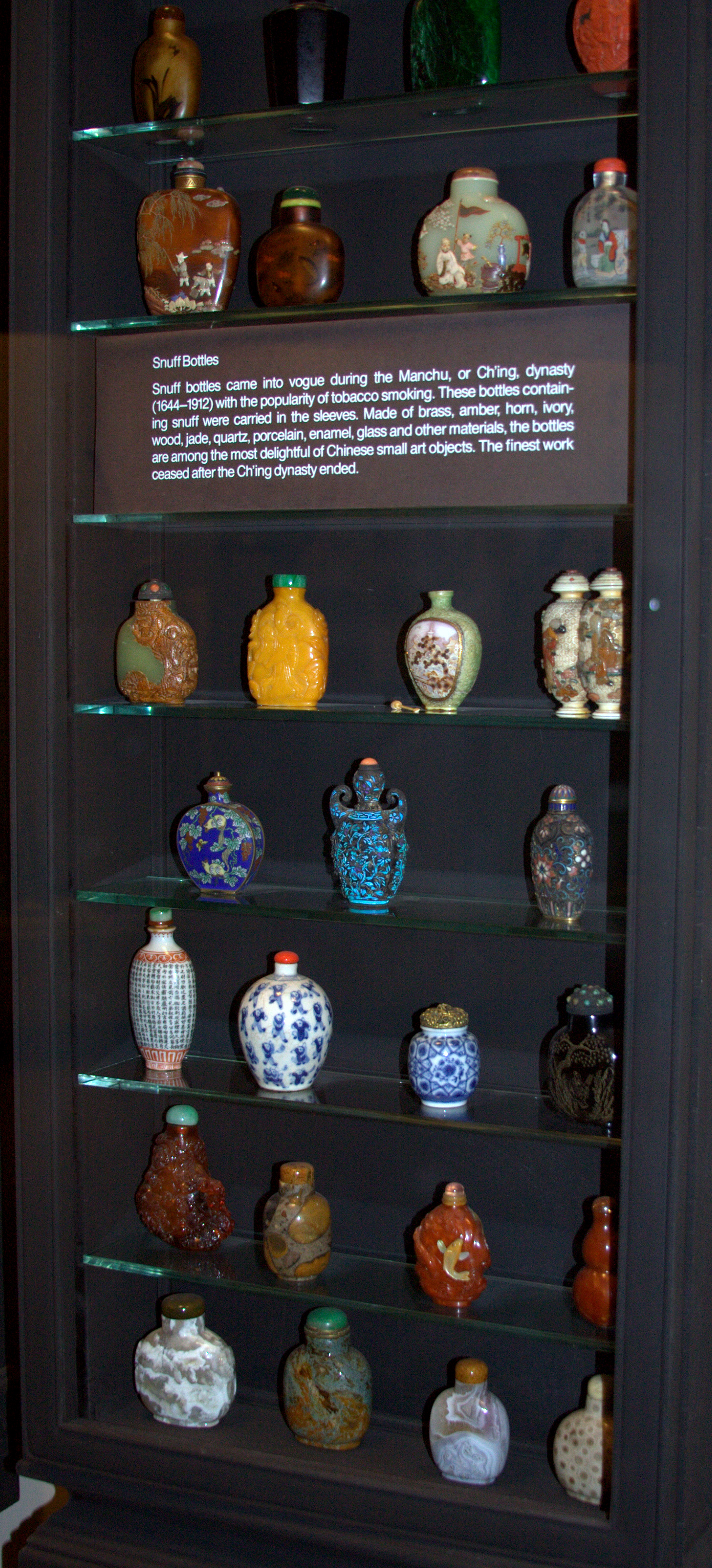
鼻煙壺